# 19392 Oyamada
19392 Oyamada este un asteroid din centura principală de asteroizi.

## Descriere
19392 Oyamada este un asteroid din centura principală de asteroizi. A fost descoperit pe 22 februarie 1998 la Nanyo de Tomimaru Okuni. Asteroidul prezintă o orbită caracterizată de o semiaxă mare de 2,29 ua, o excentricitate de 0,06 și o înclinație de 6,6° în raport cu ecliptica.